# La Vansa i Fórnols
La Vansa i Fórnols (spanisch La Vansa Fornols) ist eine Gemeinde (municipio) mit 188 Einwohnern (Stand: 2024) in der Provinz Lleida in der Autonomen Region Katalonien. Zur Gemeinde gehören die Ortschaften Adrahent, La Barceloneta, Colldarnat, Fórnols, Montargull, Ossera, Padrinàs, Sant Pere, Sisquer und Sorribes de la Vansa. Der Verwaltungssitz befindet sich in Sorribes de la Vansa.
1973 wurden die Gemeinden Fórnols und La Vansa zusammengelegt.

## Lage
La Vansa i Fórnols liegt in den Bergen der südlichen Pyrenäen in einer durchschnittlichen Höhe von ca. 990 m. La Vansa i Fórnols liegt etwa 110 Kilometer nordöstlich von Lleida.

## Bevölkerungsentwicklung
| Jahr      | 1981 | 1990 | 2001 | 2011 | 2021 |
| Einwohner | 157  | 167  | 166  | 214  | 156  |

## Sehenswürdigkeiten
- Burgruine von Fórnols
- Burgruine von Sisquer
- Clemenskirche von Fórnols
- Martinskirche in Sorribes de la Vansa

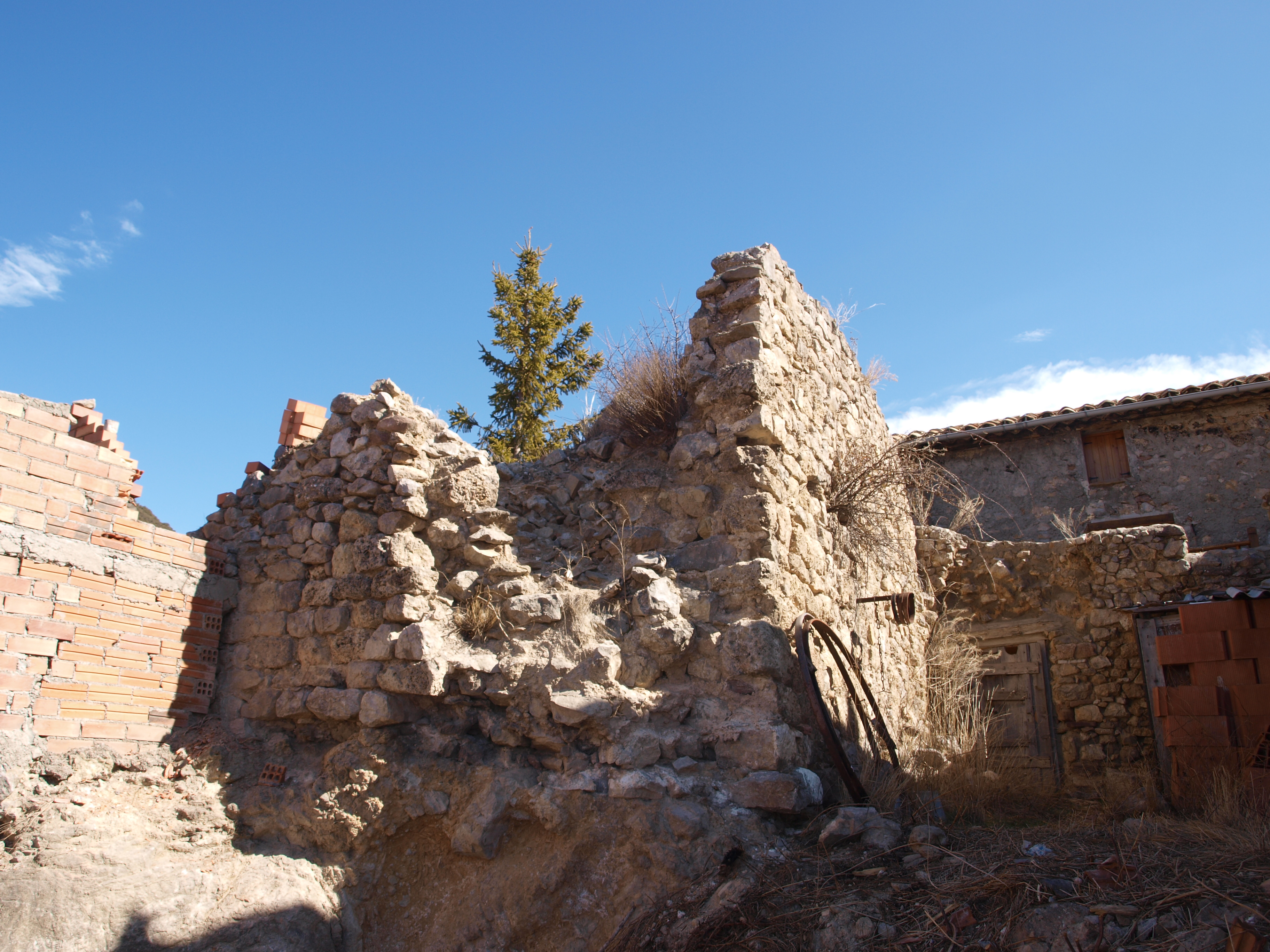
Burgruine von Fórnols
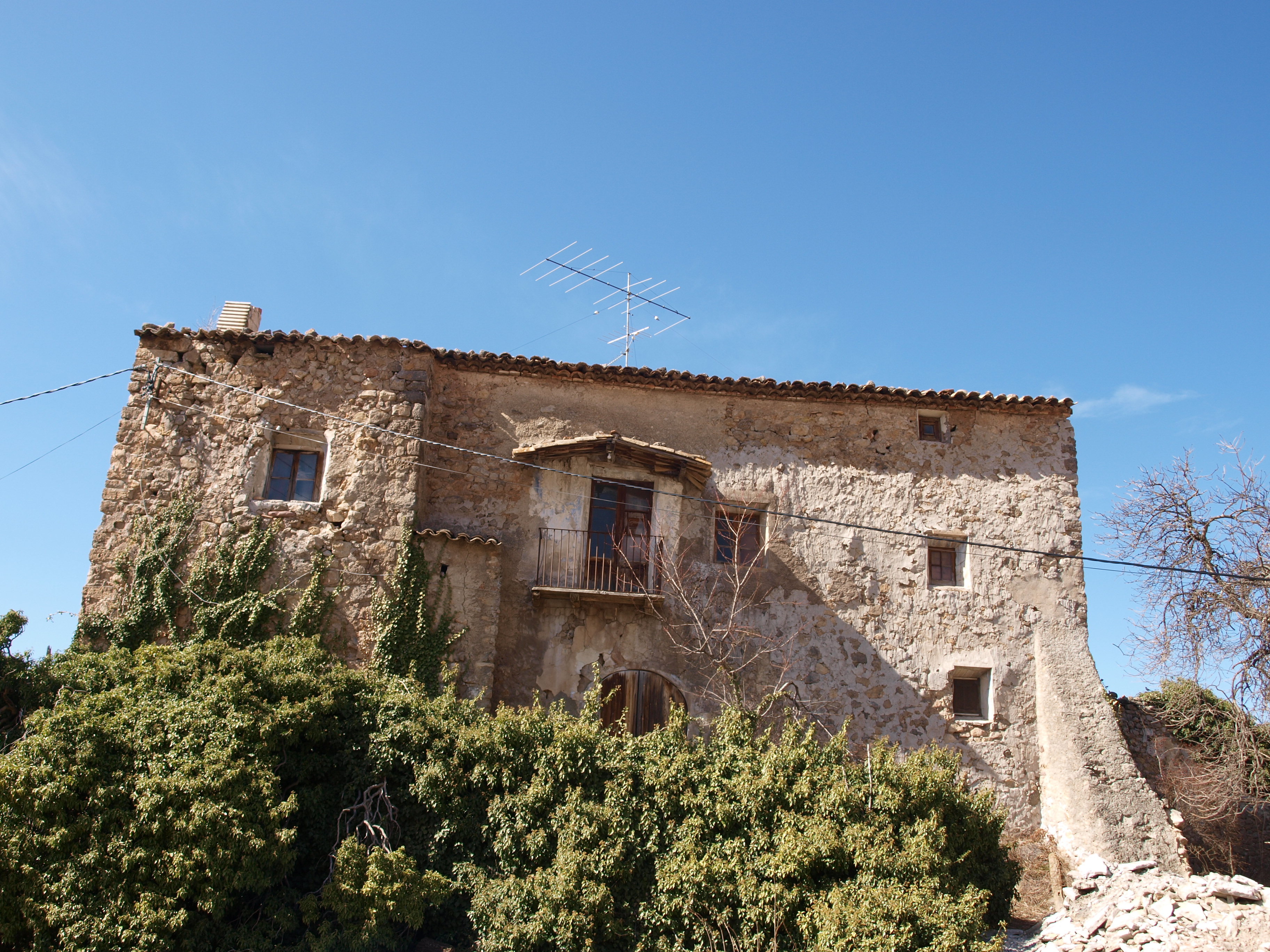
Burgruine von Sisquer
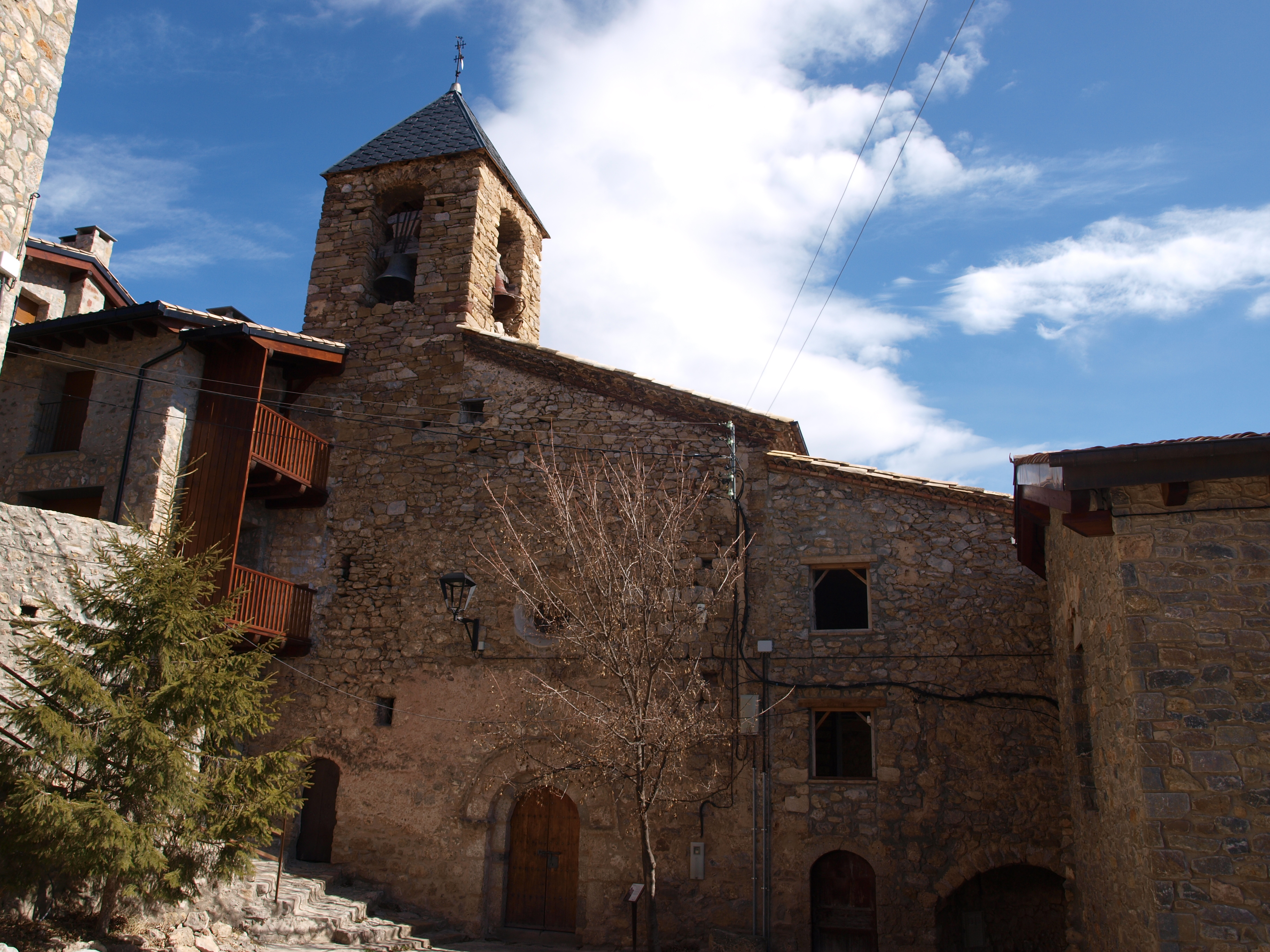
Clemenskirche
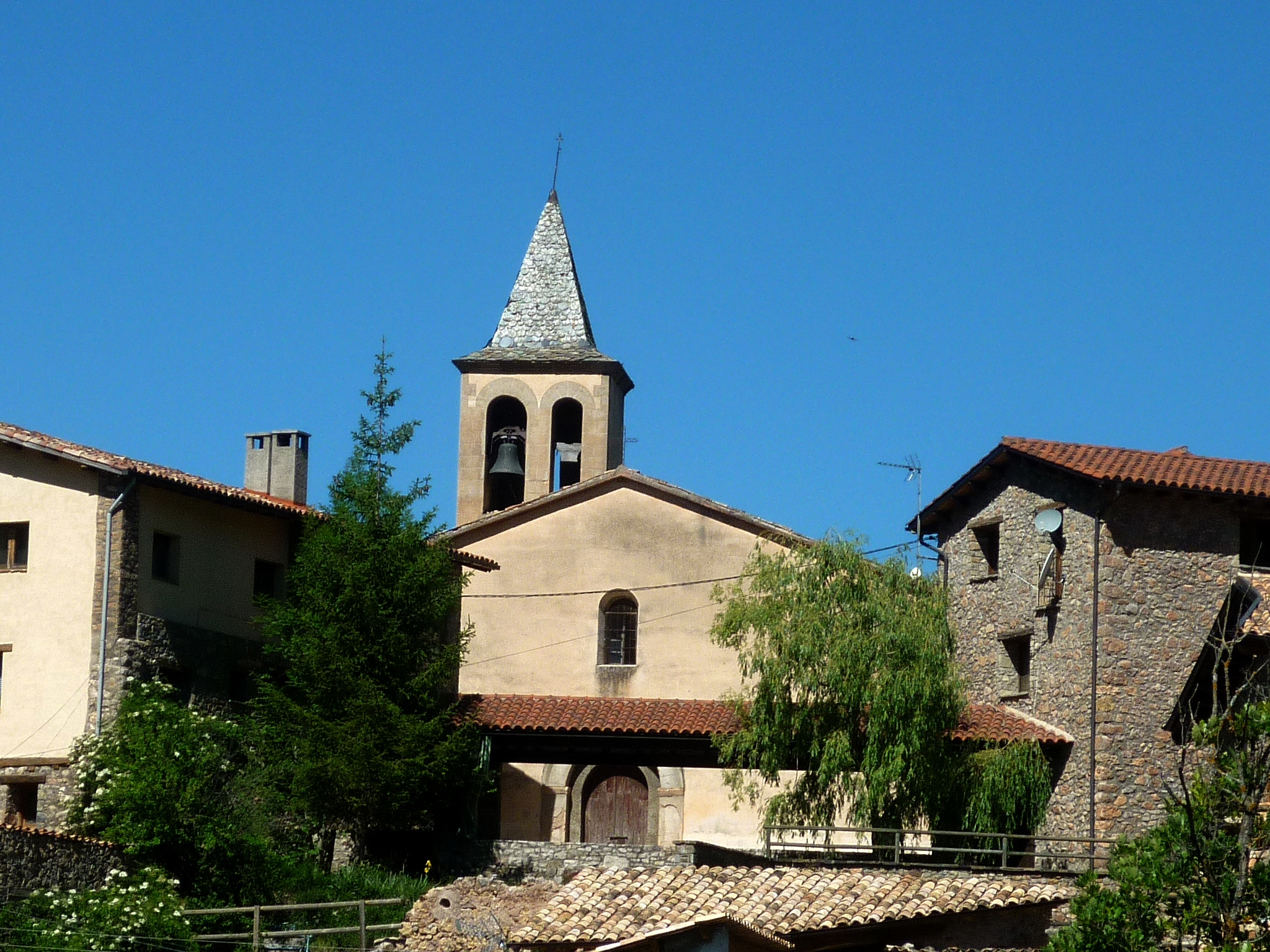
Martinskirche